# Eritrea ai XXIV Giochi olimpici invernali
L'Eritrea ha partecipato ai XXIV Giochi olimpici invernali, che si sono svolti dal 4 al 20 febbraio 2022 a Pechino in Cina, con una delegazione composta da 1 atleta.
Questa è la seconda volta che l'Eritrea partecipa ai Giochi olimpici invernali riuscendo a qualificare almeno un atleta.

## Delegazione
| Sport      | Uomini | Donne | Totale |
| ---------- | ------ | ----- | ------ |
| Sci alpino | 1      | -     | 1      |
| Totale     | 1      | -     | 1      |

## Risultati

### Sci alpino
| Atleta               | Evento         | Tempo     | Tempo     | Tempo   | Posizione |
| Atleta               | Evento         | 1ª manche | 2ª manche | Totale  | Posizione |
| -------------------- | -------------- | --------- | --------- | ------- | --------- |
| Shannon-Ogbnai Abeda | Slalom gigante | 1'17"95   | 1'22"50   | 2'40"45 | 39º       |